# Schizonycha durbana
Schizonycha durbana är en skalbaggsart som beskrevs av Louis Albert Péringuey 1904. Schizonycha durbana ingår i släktet Schizonycha och familjen Melolonthidae. Inga underarter finns listade i Catalogue of Life.